# Walek Neumann

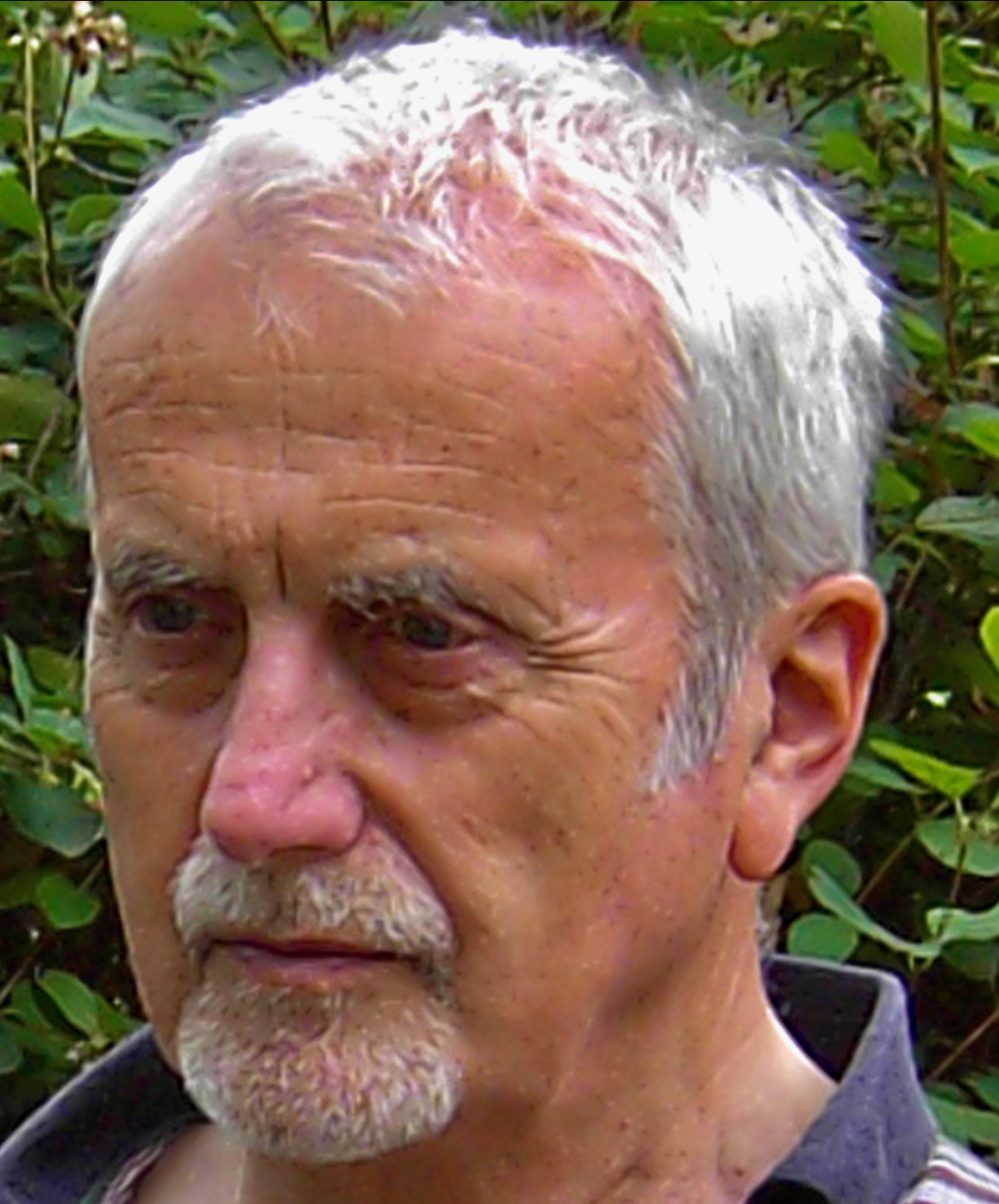
Walek Neumann

Walek Neumann (Walter Neumann; * 23. April 1940 in Friedland im Isergebirge, Reichsgau Sudetenland) ist ein deutscher Freilichtmaler und Holzschneider.

## Leben
Walek Neumann legte 1958 in Halle an der Saale das Abitur ab und besuchte den Malzirkel des Halleschen Malers Werner Rataiczyk. Danach leistete er freiwillig Dienst bei der Nationalen Volksarmee, was üblich war, um einen Studienplatz zu erhalten. Von 1960 bis 1965 studierte er an der Hochschule für Grafik und Buchkunst Leipzig bei Harry Blume, Gerhard Kurt Müller, Wolfgang Mattheuer und Karl Krug. Nach Abschluss des Studiums 1965 arbeitete er freiberuflich einige Jahre als Porträtmaler, später ausschließlich als Freilichtmaler.
Neumann war bis 1990 Mitglied des Verbands Bildender Künstler der DDR.
1992 zog er nach Isny im Allgäu. 2007 löste Neumann sein Atelier auf und zog nach Leipzig. Seither ist er schriftstellerisch tätig und belegte in ausgeschriebenen Wettbewerben 2012, 2014 und 2018 jeweils den 1. Preis.

## Werk

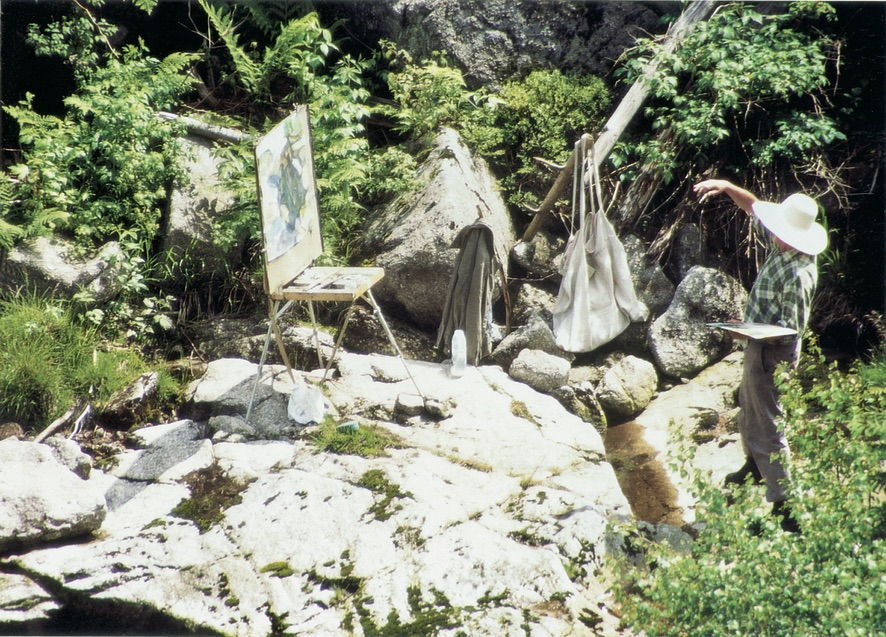
Walek Neumann an der weißen Wittig

Von 1962 bis 2007 arbeitete er als Freilichtmaler. Alle Landschaften entstanden vor der Natur. Er malte mit Öl auf Leinwand oder Hartfaser. 1989 kamen Aquarell und Gouachenfarben in Mischtechnik hinzu. Seine bevorzugten Motive sind Garten-, Moor- und Uferlandschaften. Mit dem Bild Frühling am Posthornsee nahm er 1977 an der VIII. Kunstausstellung der DDR teil.
Von 1972 bis 1990 entstanden etwa 50 Holzschnitte. Charakteristisch für seine filigrane Riss- und Schneidarbeit ist die Einbeziehung der Maserung. Nach dem Tod des Vaters führte ein Ostseeurlaub mit Malerfreund Michael Morgner 1971 zur Entstehung der Holzschnittmappe Strand 71. Neumann arbeitete vorrangig zu lyrischen Texten, wie Gedichten von Johann Wolfgang von Goethe, Gotthold Ephraim Lessing, Sergej Jessenin, Heinz Czechowski, Joachim Rähmer (* 1933) und Jörg Kowalski (* 1952). In Einzelblättern und Blattfolgen reflektiert er auch Eindrücke auf Malreisen und existenzielle Erlebnisse.
Seine Blätter befinden sich in überregionalen Mappenwerken wie Für Johannes R. Becher (1980), Prometheus 82 (1982), Nachdenken über Carl von Ossietzky (1989) und Aspekte II (1987) sowie in mehreren regionalen Grafikmappen.

## Museen und öffentliche Sammlungen mit Werken Neumanns (unvollständig)
- Berlin: Deutsches Historisches Museum
- Bernburg: Museum Schloss Bernburg[5]
- Halle (Saale): Artothek der Stadtbibliothek
- Zeitz: Museum Schloss Moritzburg[5]

## Weitere Werke (Auswahl)
- Der Feldmarschall (1985; Holzschnitt, Blatt 1 aus der Folge Kapitulation; auf der X. Kunstausstellung der DDR)[6]

## Ausstellungen (unvollständig)

### Einzelausstellungen (Auswahl)
- 1968 Altenburg/Thür., Lindenau-Museum (mit Hans-Peter Hundt)
- 1982 Bernburg, Galerie im Alten Haus des Museums Schloss Bernburg (Holzschnitte)
- 1989 Bad Kösen, Romanisches Haus
- 1990 Erfurt, Galerie erph
- 1991 Zwickau, Galerie am Domhof
- 1992 Walek Neumann. Holzschnitte und Freilichtmalerei. Galerie Marktschlößchen,[7] Halle an der Saale
- 1994 Kempten im Allgäu, Galerie im Kornhaus[8]
- 1999 Isny im Allgäu, Städtische Galerie im Espantorturm
- 2004 Langenargen (Bodensee), Kavalierhaus[9]
- 2004 München, Sudetendeutsches Haus[10]
- 2005 Halle (Saale), Foyer-Galerie des Opernhauses („Uferlandschaften“; Malerei, Aquarellgouachen, Grafik)
- 2010 Altlangsow, Schul- und Bethaus[11]
- 2010 Ostseebad Heringsdorf, Gorki-Museum
- 2013 und 2015 Grimma, Rathaus-Galerie[12]

### Ausstellungsbeteiligungen
- 100 ausgewählte Grafiken 1986[13], 1987[14], 1989[15] und 1990[16]
- 1986: Grafikwettbewerb Berlin,  zweiter Preis[17]
- 1987: Intergrafik Berlin
- 1977/1978 und 1987/88: VIII. und X. Kunstausstellung der DDR Dresden
- 1997: Kunstpreis Pfronten, erster Preis[18][19]
- 2016: Mit meinen Freunden – Peter Schnürpel zum 75. Geburtstag, Lindenau-Museum Altenburg
- 2022: Akanthus Galerie im Westwerk[20]
- 2022: Morgnerarchiv Chemnitz[21]
- 2024: Galerie W182 Leipzig[22]